# Villa Tarantola
Villa Tarantola è un libro scritto da Vincenzo Cardarelli, pubblicato nel 1948 a Milano da Meridiana e vincitore nello stesso anno della seconda edizione del Premio Strega, superando concorrenti illustri quali Anna Banti in concorso con Artemisia,  Aldo Palazzeschi con I fratelli Cuccoli, Cesare Pavese con Il compagno.
Le otto prose autobiografiche che compongono il libro furono successivamente reinserite dall'autore nell'edizione definitiva de Il sole a picco (Milano, Mondadori, 1952).

## Contenuto del libro
Villa Tarantola è una raccolta di prose dedicate a Tarquinia e Roma, di carattere autobiografico ma, allo stesso tempo, intrise di poesia, di dati e notizie storiche. Nell'edizione del 1968 sono stati inseriti anche un racconto (Astrid) e un'altra serie di prose dedicate ad altri luoghi (Ferrara, Venezia, Milano, Urbino, Recanati, ecc) con il titolo Il cielo sulle città.

## Edizioni
- Vincenzo Cardarelli, Villa Tarantola, Edizioni della Meridiana, Milano 1948
- Vincenzo Cardarelli, Villa Tarantola e altri scritti, prefazione di Libero Bigiaretti, Club degli editori, Milano 1968;
- Vincenzo Cardarelli, Villa Tarantola e altri scritti, Club degli editori, Milano 1976;
- Vincenzo Cardarelli, Villa Tarantola, prefazione di Raffaele Manica, UTET, Torino 2006;